# Södra Cell Värö
Södra Cell Värö, mer känd som Värö bruk, är ett sulfatmassabruk i Varbergs kommun, Hallands län, beläget intill Viskans utlopp i Kattegatt, cirka 20 km norr om centralorten Varberg. Bruket ägs av Södra Skogsägarna, som i sin tur ägs av cirka 50 000 medlemmar. Fabriken byggdes 1972, och lokaliserades där med tanke på att närheten till de västsvenska skogarna förkortar transporterna för råvaran, och utskeppning av den färdiga pappersmassan från västkusten förkortar transporterna till kunderna ute i världen.
Utifrån veden som råvara producerar Södra Cell Värö högkvalitativ pappersmassa, grön el, fjärrvärme och biobränsle. I den utbyggda fabriken, med driftstart 2016, produceras 700 000 ton pappersmassa och 1,6 TWh energi per år. Södra Cell Värös produktion genererar mer energi än vad som används för att driva fabriken. Överskottet levereras som grön el på elmarknaden och som fjärrvärme till samhället runt om fabriken. 
På Södra Cell Värö arbetar ca 350 personer i flera olika yrkeskategorier, allt från processtekniker, underhållsmekaniker, instrumenttekniker, elektriker till ingenjörer, systemerare, laboratorietekniker och olika administrativa yrken. 
På området ligger även Södra Wood Värö som producerar sågade trävaror.